# Thomas Kohl (Historiker)

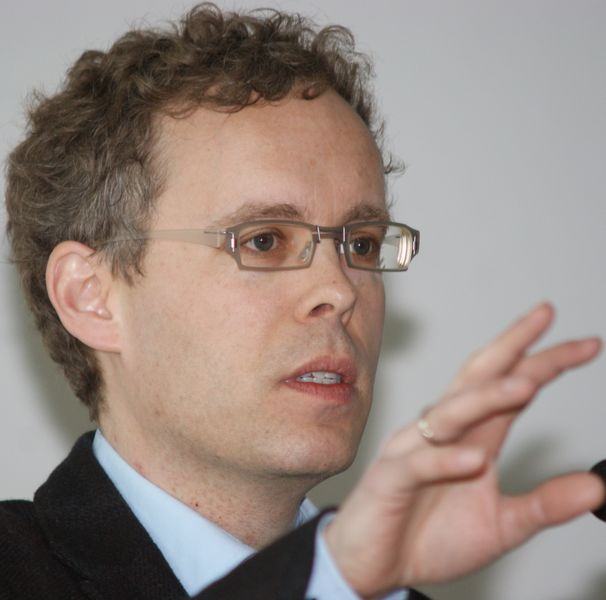
Thomas Kohl, aufgenommen 2015 von Werner Maleczek

Thomas Kohl (* 1978 in Hamburg) ist ein deutscher Historiker.
Von 1998 bis 2003 absolvierte Kohl ein Studium der Mittleren und Neueren Geschichte und der Anthropologie an der Johannes-Gutenberg-Universität Mainz. Er wurde dort 2008 bei Franz Josef Felten mit einer Arbeit über Formen der Gemeinschaft in Bayern vom 8. bis zum 10. Jahrhundert promoviert. Anschließend war er Wissenschaftlicher Mitarbeiter am Lehrstuhl für mittelalterliche Geschichte an der Friedrich-Alexander-Universität Erlangen-Nürnberg und Lehrbeauftragter am Historischen Seminar der Universität Mainz. Im Jahr 2015 erfolgte die Habilitation an der Universität Tübingen und die Erteilung der Venia legendi für Mittelalterliche Geschichte und Historische Hilfswissenschaften.
Er lehrte seit 2019 als außerplanmäßiger Professor in Tübingen und hatte Professurvertretungen an den Universitäten Frankfurt am Main (WS 2016/17), Tübingen (Sommersemester 2017–Wintersemester 2019/20 und Wintersemester 2020/21) und an der Freiburg im Breisgau (Sommersemester 2021). Im Sommersemester 2022 und Wintersemester 2022/23 lehrte er als Vertretungsprofessor an der Georg-August-Universität Göttingen. Im Sommersemester 2023 vertrat er die Professur für Geschichte des europäischen Mittelalters und seiner Kulturen an der Universität Passau. Seit April 2023 lehrt er dort als W2-Professor für Geschichte des europäischen Mittelalters und seiner Kulturen. 
Kohls Forschungsgebiete sind die Kirchen- und Politikgeschichte des hohen Mittelalters in Deutschland und Frankreich, der Investiturstreit und die Kirchenreform, Klöster, Konfliktforschung, Burgen und Befestigungen. In seiner Tübinger Habilitationsschrift befasst er sich mit einem Vergleich der Konfliktführung in Deutschland und Frankreich um 1100.

## Schriften (Auswahl)
Monographien
- Streit, Erzählung und Epoche. Deutschland und Frankreich um 1100 (= Monographien zur Geschichte des Mittelalters. Band 67). Anton Hiersemann, Stuttgart 2019, ISBN 978-3-7772-1926-4.
- Lokale Gesellschaften. Formen der Gemeinschaft in Bayern vom 8. bis zum 10. Jahrhundert (= Mittelalter-Forschungen. Band 29). Thorbecke, Ostfildern 2010 (online).

Herausgeberschaften
- Konflikt und Wandel um 1100. Europa im Zeitalter von Investiturstreit und Feudalgesellschaft (= Europa im Mittelalter. Abhandlungen und Beiträge zur historischen Komparatistik. Band 36). De Gruyter, Berlin 2020, ISBN 978-3-11-068064-5.
- mit Steffen Patzold und Bernhard Zeller: Kleine Welten. Ländliche Gesellschaften im Karolingerreich (= Vorträge und Forschungen. Band 87). Thorbecke, Ostfildern 2019, ISBN 978-3-7995-6887-6 (online).
- mit Ewald Frie und Mischa Meier: Dynamics of Social Change and Perceptions of Threat (= Bedrohte Ordnungen. Band 6). Mohr Siebeck, Tübingen 2019, ISBN 978-3-16-156689-9.
- mit Annette Grabowsky, Christoph Haack und Steffen Patzold: Einhards Briefe. Kommunikation und Mobilität im Frühmittelalter (= Acta Einhardi. Band 3). Einhard-Gesellschaft, Seligenstadt 2018, ISBN 978-3-00-059807-4.
- mit Gordon Blennemann und Christine Kleinjung: Konstanz und Wandel. Religiöse Lebensformen im europäischen Mittelalter (= Studien und Texte zur Geistes- und Sozialgeschichte des Mittelalters. Band 10). Didymos-Verlag, Affalterbach 2016, ISBN 978-3-939020-31-8.
- (Mitherausgeber und -übersetzer): Einhard. Translation und Wunder der Heiligen Marcellinus und Petrus. Lateinisch – deutsch. Übersetzt und herausgegeben von Mitgliedern des Seminars für mittelalterliche Geschichte der Universität Tübingen (= Acta Einhardi. Band 2). Einhard-Gesellschaft, Seligenstadt 2015, ISBN 978-3-00-049804-6.